# Hudson de Souza
Hudson de Souza, född 25 februari 1977, är en friidrottare från Brasilien. Han deltog vid olympiska sommarspelen 2000, olympiska sommarspelen 2004 och olympiska sommarspelen 2008.